# Ťi-lin
Ťi-lin ( výslovnost; zjednodušené znaky: 吉林; pinyin: Jílín; volný překlad: Les přinášející štěstí) je provincie Čínské lidové republiky, leží na severovýchodě země. Správním střediskem provincie je město Čchang-čchun. Mimo to se v této provincii nachází i stejnojmenné město.

## Název
Jméno Ťi-lin pravděpodobně pochází z Ťi-lin wu-la (tradiční znaky: 吉林烏拉; zjednodušené znaky: 吉林乌拉), což je čínská transkripce mandžuského výrazu girin ula, „podél řeky Song Chua Ťiang“. Doslovný překlad současného čínského pojmenování je „příznivý les“.

## Zeměpisné podmínky

### Poloha
Provincie Ťi-lin se nachází mezi 40°52' a 46°18' severní šířky a 121°38' a 131°19' východní délky. Vzdálenost ze severu na jih je asi 600 km, z východu na západ 750 km. Provincie sousedí na severu s provincií Chej-lung-ťiang, na jihozápadě s provincií Liao-ning, na západě s autonomní oblastí Vnitřní Mongolsko. Dále má provincie na severovýchodě společné hranice se Severní Koreou a Ruskem.

### Krajina
Tato provincie má rozmanitý tvar krajiny všeobecně se svažující směrem na severozápad. Přibližně středem provincie prochází horské pásmo Ta-chej-šan, jež ji rozděluje na dva topografické regiony – hornatý východ, dále dělený na pohoří Čchan-paj-šan a jeho podhůří, a rovinatý středozápad, který má vysoké planiny ve středu a travnaté mokřiny, jezera, rybníky a písčitá pole na západě. Hlavní horské hřebeny jsou Ta-chej-šan, Čang-kuang-cchaj-ling, Ťi-lin-cha-ta-ling, Lao-ling a Mu-tan-ling. Nejvýznamnějšími planiny jsou Liao-chen a Sung-nen.

### Podnebí
Území Ťi-linu je klimaticky přechodem mezi severní a jižní částí severovýchodní Číny. Je zde mírné kontinentální monzunové podnebí, které se v závislosti na místních podmínkách může velmi lišit. Na jihovýchodě provincie je podnebí polomokré, na severozápadě polosuché. V této oblasti je zima chladná a dlouhá, léto krátké, teplé a deštivé, podzimy a jara bývají deštivá s proměnlivým počasím. Průměrná teplota v celé provincii je v zimě -11 °C, v létě 23 °C. Průměrně zde spadá 400–800 mm srážek, množství srážek je však silně lokálně závislé a taktéž sezónně proměnlivé.

## Dějiny
Území dnešní provincie Ťi-lin bylo podle archeologických nálezů člověkem osídleno již v mladším paleolitu (10–50 000 př. n. l.). V době bronzové (4000–3000 př. n. l.) měly mít místní rody podřízené postavení vůči legendárním císařům (Jao, Šun a Jü) a platit jim tribut.
V roce 37 př. n. l. se Chumong (z národa Fu-jü) vymanil z vlivu čínských vladařů a založil království Kogurjo, jež zasahovalo východní část dnešní provincie Ťi-lin, severovýchodní část provincie Liao-ning a sever Korejského poloostrova. Kogurjo bylo největší a nejmocnější ze tří království Koreje. Dobyto bylo až roku 668 vládci sousedního království Silla spojenými s čínskou dynastií Tang. V letech 698–924 se Ťi-lin stal součástí mandžusko-korejského království Po-chaj zahrnující jihovýchod Mandžuska a sever Koreje. Později bylo toto území součástí Říše Kitanů Liao (existující v letech 916–1125) a ovládané džürčenskou dynastií Ťin (1115–1234) a mongolskou dynastií Jüan (1271–1368), jež obě postupně ovládaly severní Čínu.

## Obyvatelstvo
| Složení obyvatelstva sčítání ob. 2000 | Složení obyvatelstva sčítání ob. 2000 | Složení obyvatelstva sčítání ob. 2000 |
| národnost                             | poč. obyvatel                         | %                                     |
| ------------------------------------- | ------------------------------------- | ------------------------------------- |
| Číňané                                | 24 348 815                            | 90,85 %                               |
| Korejci                               | 1 145 688                             | 4,27 %                                |
| Mandžuové                             | 993 112                               | 3,71 %                                |
| Mongolové                             | 172 026                               | 0,642 %                               |
| Chuejové                              | 125 620                               | 0,469 %                               |

## Nejvýznamnější města
| - Čchang-čchun (长春) - Jen-ťi (延吉) - Chun-ťiang - Kung-ču-ling (公主岭) - Liao-jüan (辽源) | - Mej-che-kchou (梅河口) - Paj-čcheng (白城) - S'-pching (四平) - Tchung-chua - Ťi-lin (吉林市) |

## Administrativní členění
| Mapa provincie     | #                   | Název (čínsky)   | Název (čínsky)               | Název (čínsky)       | Sídelní městský obvod | Počet obyvatel (2010) |
| Mapa provincie     | #                   | český přepis     | znaky                        | pchin-jin            | Sídelní městský obvod | Počet obyvatel (2010) |
| ------------------ | ------------------- | ---------------- | ---------------------------- | -------------------- | --------------------- | --------------------- |
|                    |                     |                  |                              |                      |                       |                       |
| Subprovinční město |                     |                  |                              |                      |                       |                       |
| 1                  | Čchang-čchun        | 长春市           | Chángchūn Shì                | Čchao-jang           | 7 677 089             |                       |
| Městské prefektury |                     |                  |                              |                      |                       |                       |
| 2                  | Paj-čcheng          | 白城市           | Báichéng Shì                 | Tchao-pej            | 2 033 058             |                       |
| 3                  | Paj-šan             | 白山市           | Báishān Shì                  | Pa-tao-ťiang         | 1 295 750             |                       |
| 4                  | Ťi-lin              | 吉林市           | Jílín Shì                    | Čchuan-jing          | 4 414 681             |                       |
| 5                  | Liao-jüan           | 辽源市           | Liáoyuán Shì                 | Lung-šan             | 1 176 645             |                       |
| 6                  | S’-pching           | 四平市           | Sìpíng Shì                   | Tchie-si             | 3 386 325             |                       |
| 7                  | Sung-jüan           | 松原市           | Sōngyuán Shì                 | Ning-ťiang           | 2 881 082             |                       |
| 8                  | Tchung-chua         | 通化市           | Tōnghuà Shì                  | Tung-čchang          | 2 325 242             |                       |
| autonomní kraj     |                     |                  |                              |                      |                       |                       |
| 9                  | Jen-pien (korejský) | 延边朝鲜族自治州 | Yánbiān Cháoxiǎnzú Zìzhìzhōu | městský okres Jen-ťi | 2 271 600             |                       |

## Hospodářství
Hrubý domácí produkt této provincie, svým objemem podobný například HDP Lucemburska, byl v roce 2004 295,82 miliard juanů (36,69 miliard dolarů), což což Ťi-lin řadí na 19. místo v rámci Číny. HDP na osobu zde činil 10 932 juanů (1 321 dolarů), 13. nejvyšší v rámci země. Rozmístění ekonomiky podle sektorů je v poměru 19:46,6:34,4.

### Zemědělství

#### Rostlinná výroba
Ťi-lin je nejdůležitější zemědělská provincie seveozápadní Číny a v rámci celé země významné centrum produkce obilovin, živočišné výroby a zpracovatelského průmyslu zemědělských plodin. Je zde úrodná zemědělská půda vhodná především k pěstování obilovin, kterých se tu ze všech provincií vyprodukuje nejvíce na počet obyvatel a nejvíce jich je také vyvezeno do ostatních částí Číny. Ze zemědělských plodin je zde pěstována především pšenice a dále sojový bob, kukuřice, čirok, proso, rýže, fazole, řepka olejná, červená řepa, tabák, brambory, ginseng a ovoce. Rozloha obdělávané půdy je 3 959 000 hektarů.

#### Živočišná výroba
Živočišné výrobě se daří hlavně díky rozlehlým pastvinám o celkové ploše 2 960 000 hektarů, díky kterým patří Ťi-lin mezi největší producenty dobytku a ovcí v severní Číně.